# Carl Alexander Stuhlmann
Carl Alexander Stuhlmann (* 7. September 1814 in Hamburg; † 7. August 1886 ebenda) war ein deutscher Jurist in Hamburg.

## Leben
Carl Alexander Stuhlmann war ein Sohn des Pastors der Hamburger Hauptkirche Sankt Katharinen Mathias Heinrich Stuhlmann (1774–1822). Er studierte Jura in Göttingen und Heidelberg, wo er im Juni 1837 zum Dr. jur. promoviert wurde. Stuhlmann wurde am 6. Oktober 1837 in Hamburg als Advokat zugelassen, er war bis 1879 als solcher eingeschrieben. Er beschäftigte sich mit Arbeiten auf dem Gebiet der Statistik und war 1867 für Hamburg als Bevollmächtigter in Berlin bei Konferenzen der Vertreter der öffentlichen Versicherungsanstalten in Deutschland.
Er engagierte sich ehrenamtlich in der Patriotischen Gesellschaft. Dort war Stuhlmann 1848 Vorsteher der Sektion für vaterstädtische Angelegenheiten und 1849 Archivar. Er bekleidete von 1866 bis 1868 das Amt des Steuerschätzungsbürger für das Landgebiet.
Stuhlmann war Mitglied der Hamburger Konstituante und von 1859 bis 1865 Mitglied der Hamburgischen Bürgerschaft. Dort fungierte er 1859 und 1861 als Schriftführer.
Carl Alexander Stuhlmann heiratete am 16. Mai 1848 Anna Charlotte Westphal, Tochter des Carl Heinrich Westphal. Cäsar Wilhelm Stuhlmann (1822–1884) war sein Bruder.